# 戰舞

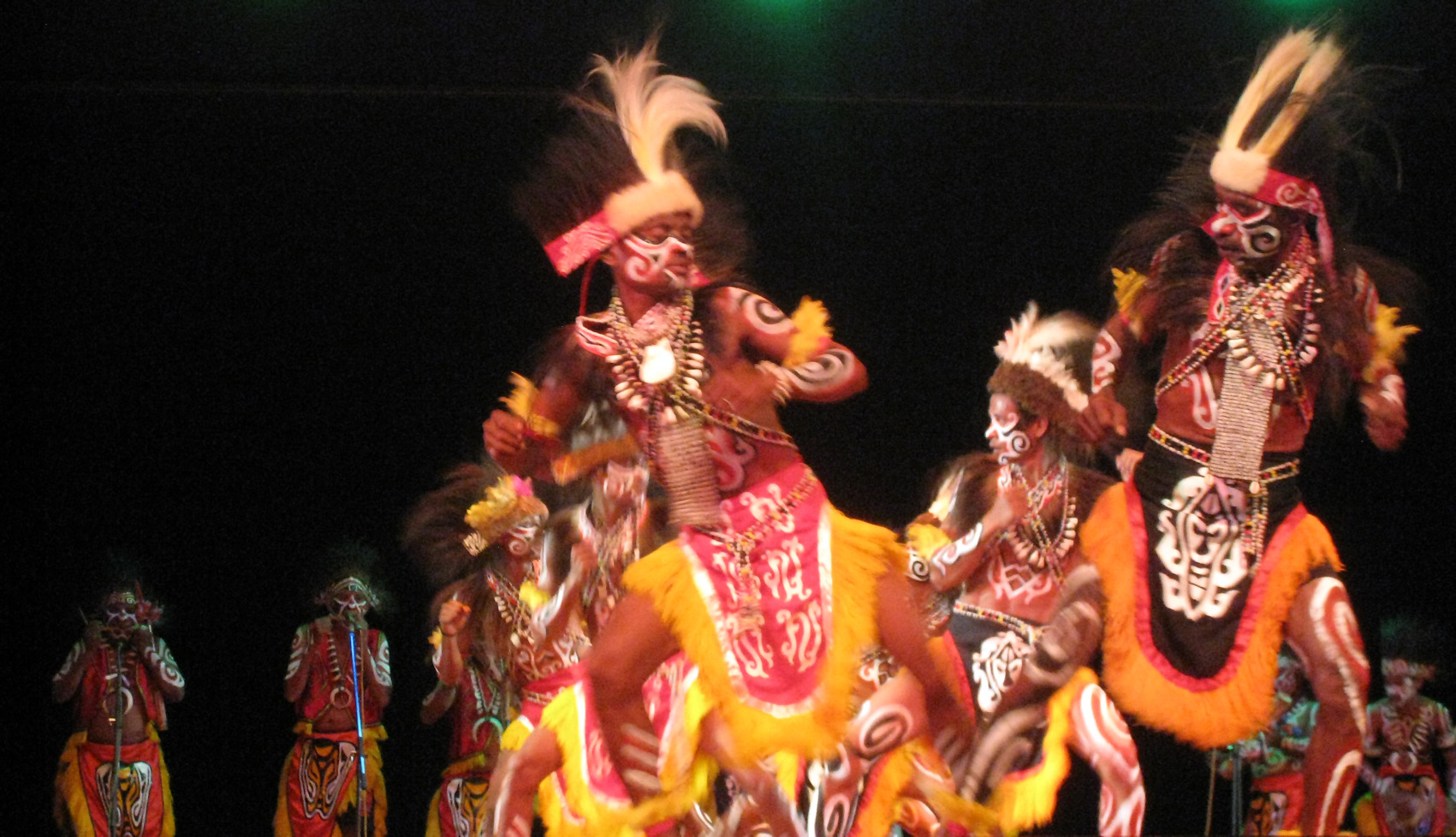
印度尼西亚巴布亚省亞彭島的巴布亞民族戰舞

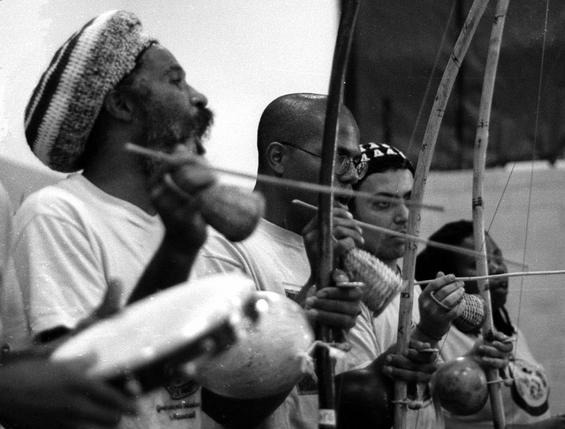
卡波耶拉是一種類似舞蹈的傳統武術，並有現場音樂伴奏

戰舞是一種模擬格鬥的舞蹈，通常是部落戰士在進行比鬥時，進行的相關儀式。各種文化中的武術結合音樂，尤其是強烈的打擊樂節奏，都可以在類似舞蹈的環境中進行表演，例如在準備戰鬥時喚起戰鬥意志，或是以獨具風格的方式向對手示威、炫耀技能，也可能是為了慶祝勇猛及征服。

## 戰舞
戰舞的例子包括：
- 阿都-阿都舞 – 汶莱
- 艾亚拉 – 阿拉伯半島
- 阿尔达 – 阿拉伯半島、科威特
- 戰士舞 – 印尼巴厘岛
- Bende War Dance – 奈及利亞
- Buza – 俄罗斯
- B-Walk – 美国血幫
- 戰舞 – 摩鹿加群岛
- 卡波耶拉 – 非洲裔加勒比人
- Cibi – 斐濟
- C-Walk – 美国瘸幫
- 长匕舞和苏格兰剑舞 – 蘇格蘭
- 欧洲剑舞或不同类型的器械舞
- 哈卡舞 – 新西兰毛利人
- Hako – 復活節島
- 霍巴克 – 乌克兰
- 夏威夷武术 – 夏威夷族
- Indlamu – 祖魯族
- Juego de maní – 古巴
- Kabasaran – 印尼北苏拉威西省米纳哈沙人
- Kailao – 瓦利斯岛
- 卡拉里帕亞特 – 印度喀拉拉邦
- Khattak – 阿富汗、巴基斯坦
- Khorumi – 格鲁吉亚
- Ohafia War Dance – Eastern Nigeria
- Panther Dance – Burmese Bando with swords (dha)
- Pentozali – 克里特
- Pyrrhichios – 希腊
- Reggada – 摩洛哥
- Sagayan – 菲律宾
- Siva Tau – 萨摩亚
- Tahtib – 埃及
- Takalo - 紐埃
- Tarian Perang – 马来西亚
- Yarkhushta – 亞美尼亞
- Yowla rifle performance – 阿曼、阿拉伯联合酋长国

## 另見
- 戰吼
- 炫耀（英语：Display behaviour）
- 型 (空手)（英语：Kata）
- 軍樂（英语：Martial music）
- 軍操
- 展示武力（英语：Show of force）
- 黃鼠狼戰舞（英语：Weasel war dance）
- 行軍調